# Františka Hessová
Františka Hessová (též Hesová), rozená Jakoubková (8. listopadu 1851 Praha – 7. července 1911 Smíchov) byla česká divadelní herečka působící v divadelních společnostech J. Šmídové,  T. Knížkové, F. Pokorného. Poté aktivně hrála u Pavla Švandy ze Semčic. Se Švandovou společností vystupovala ve smíchovské Aréně v Eggenberku, v Divadle u Libuše. Po Švandově smrti roku 1891 setrvala v souboru vedeném Švandou mladším a po jeho rozpadu hrála ve Švandově divadle na Smíchově. Divadelní dráhu ukončila v roce 1907, kdy se stáhla do ústraní.

## Život

### Rodinný život
Františka Hessová se narodila do rodiny domovníka Jakoubka v Praze. Roku 1873 si v Písku vzala tehdejšího kolegu z divadelní společnosti T. Knížkové Václava Hesse, jenž svou kariéru herce velice brzy ukončil a věnoval se psaní dramatických her, psaní článků do magazínů a překladem zahraničních knih. S tímto mužem měla Františka Hessová tři děti[chybí lepší zdroj] (někde zmiňované jen dvě), známá jsou jména syna Jaroslava (1875–1935) a dcery Anny (1876–?). Ve vzpomínkovém článku z periodika Čech vydaném po smrti Václava Hesse je uváděno, že před smrtí (1890) ještě podržel svého 2ročního chlapce,[verifikovat] jenž by měl být narozen v roce 1888.[verifikovat] Františka Hessová se v roce 1890 stala vdovou.[verifikovat]

### Divadelní kariéra
Hessová měla jako svůj celoživotní herecký vzor Elišku Švandovou-Peškovou.[chybí lepší zdroj] Proto se rozhodla pro divadelní kariéru, která začala u J. Šmídové a následně v divadelní společnosti T. Knížkové, kde se seznámila se svým manželem Václavem Hessem. S manželem působili koncem sedmdesátých let 19. století u společnosti Františka Pokorného.
V divadelním prostředí byla Františka Hessová známá jako „mamá Hessová“ a pro diváky byla nejčastěji za „komickou starou“.[chybí lepší zdroj] Karel Švanda se k ní obracel s prosbami o radu a jí se podařilo Švandu přesvědčit, aby přijal několik mladých hereckých debutantů.[chybí lepší zdroj] Doboví diváci Hessovou chválili za umění sehrát dokonale postavy kárajících manželek, hašteřivých hokynářek, pavlačových pozorovatelek či sousedek. Dokázala se vžít do každé role separátně a neztrácela se ve svých postavách. Oceňována byla i později, když mohla hrát postavy staršího věku.[chybí lepší zdroj] Oblíbená u diváků byla i díky její schopnosti herecky ztvárnit karikatury z pražských ulic, ukázala ženské chování v nejrůznějším věku v satirickém znění.[chybí lepší zdroj]

## Dílo

### Společnost J. Šmídové
- Žofie (J. K. Tyl: Jan Hus)[3]

### Společnost T. Knížkové
- Bianka (W. Shakespeare: Zkrocení zlé ženy)[3]
- Justina z Bernaku (R. Kneisel: Ďáblova dcera)[3]

### Společnost Františla Pokorného (1878–80)
- Dorotka (J. N. Štěpánek: Čech a Němec)[3]
- Julie (J.-F.-A. Bayard, G. Lemoine:Husička z Podháje)[3]
- Tonča (F. Kaiser: Na kluzišti)[3]
- Pavlína (G. v. Moser: Profesor a bursián)[3]
- Tereza Odolínská (J. A. Fredro: Mentor)[3]
- Paní Mrázková (A. Anno: Kos! Ale jaký kos?)[3]
- Madlenka (J. K. Tyl: Tvrdohlavá žena)[3]
- Nanynka (K. Haffner: Študenti na Děvohradě)[3]
- Verunka (Ch. Birch-Pfeifferová dle G. Sand: Diblík, šotek z hor)[3]
- Kateřina (Ch. Birch-Pfeifferová: Nedělní kvítko aneb Babička a vnučka)[3]
- Zuzanka (F. Kaiser: Nový Monte Christo)[3]
- Marie (K. Blum dle J.-F.-A. Bayarda a H. Saint-Georgese: Marie, dcera pluku)[3]
- Markýzka z Céserane (T. Barrière, A. Regnauld de Prebois: Hraběnka Somerive)[3]
- Floretka (H. Müller: Se stupně k stupni aneb Život ve snách)[3]
- Margot (F. Halm: Fučík aneb Tajemství hraběcí rodiny)[3]

### Švandova společnost (1880–1890)
- Paola (J. Offenbach: Trebizondská princezna)[3]
- Sára (A. Lokay: Brouček) [3]
- Heloisa (K. Millöcker: Vodník Apajuna)[3]
- Helena Vasiljevičová (V. Krylov: Havrani aneb Chytrák na chytráky)[3]
- Jedličková (J. K. Tyl: Paličova dcera)[3]
- Markéta (W. Shakespeare: Mnoho povyku pro nic za nic) [3]
- Hraběnka Kapuletová (W. Shakespeare: Romeo a Julie)[3]
- Judita Harleighova (Ch. Birch-Pfeifferová dle C. Bell: Sirotek lowoodský)[3]
- Irma (A. Valabrègue: Manželské štěstí)[3]
- Lhotská (F. A. Šubert: Jan Výrava)[3]
- Voršila (F. Duchek: Železniční velmož)[3]
- Britta (F. v. Suppé: Žádný muž a tolik děvčat)[3]
- Amaranthe (Ch. Lecocq: Angot, dcera zeleného trhu)[3]
- Anna (K. Tůma dle A. Berly: Žertva na Balkáně)[3]
- Vilemína (G. v. Moser: Slavnost založení)[3]

### Společnost Pavla Švandy mladšího (1891–1895)
- Markýza de Beaulieu (G. Ohnet: Majitel hutí)[3]
- Pelagie Dziardziulinská (M. Bałucki: Klub mládenců)[3]
- Madame Bonivard (A. Bisson, A. Mars: Ta milá paní tchýně aneb Překvapení z rozvodu)[3]
- Isa (E. Pohl: Sedm havranů)[3]
- Juno (J. Offenbach: Orfeus v podsvětí)[2]
- Paní Milínská (J.-F.-A. Bayard, J. de Wailly: Musí na venek)[3]
- Betty Elisová (M. A. Šimáček: Jiný vzduch)[3]
- Paní Cardeventová (E. Pailleron: Komedianti)[3]

### Švandovo divadlo (1896–1907)
- Háta (J. K. Tyl: Chudý kejklíř)[3]
- Paní Wolfová (G. Hauptmann: Bobří kožich)[2]
- Paní Brissotová (A. Dumas ml.: Denisa)[3]
- Paní Marta (J. Sixt, ú. J. Mošna: Doktor Fousek a Markýtka)[3]
- Anna Andrejevna (N. V. Gogol: Revisor)[5][chybí lepší zdroj]
- Matrena (L. N. Tolstoj: Vláda tmy)[2]
- Paní de Moissand (E. Pailleron: Myška)[3]
- Bábinka (O. Faster: Hříšníci)[3]
- Murza (I. V. Špažinskij: Vše ztraceno)[3]
- Záhornová (F. A. Šubert: Žně)[3]
- Babička (A. H. Horáková: Jarní vody)[3]
- Paní Matušová (J. Hilbert: Pěst)[3]
- Heinecková (H. Sudermann: Čest)[3]
- Paní Kalinová (Ch. Birch-Pfeifferová: Sládkova dcera)[3]
- Kroftová (M. Fučík: Zápasy) [3]